# 井口城
井口城（いのくちじょう）は、富山県南砺市池尻にあった日本の城（平城）。南砺市指定史跡。なお同県下新川郡朝日町大家庄にあった井口城も同じく井口氏の居城である。とやま城郭カードNo.89。

## 規模
規模は東西135メートル、南北99メートル。東西に長い方形の主郭を堀で囲い、堀を挟んだ東側には出丸が在った。

## 歴史
詳しい築城年代は不明だが、鎌倉時代後期に付近を支配していた豪族井口氏が拠っていたと云い、恐らくこの時期に築かれたものと思われる。井口氏は『越登賀三州志』によると藤原利仁の後裔である斎藤氏の流れを汲み、中世に越中国礪波郡で勢力を誇った石黒氏を始め野尻氏や宮崎氏等越中国の有力国人の多くは井口氏の流れを汲むとしている。また『富樫家譜』には藤原利仁の三男光義を井口氏の始まりとしているが、『尊卑分脈』にはその名が無く、疑問が残る。また、古代の在地首長で越中国司も務めた利波臣の後裔とする説もある。
南北朝期初頭、井口氏は越中国守護名越時有の子名越時兼と共に中先代の乱に参加したり、足利尊氏の御教書を得た越中国守護普門年清に従って挙兵して越中国国司中院貞清と戦いこれを石動山にて敗死させたりと活発に動いている。正平年間（1346年 - 1370年）になると南朝方の有力者だった越中国守護桃井直常が越中国庄ノ城を拠点として周辺を支配した。井口氏はこれに従い井口城は庄ノ城の支城として機能した。井口氏が野尻氏らと共に直常の配下として各地を転戦している様子が『太平記』に見える。康安2年（1362年）には直常が信濃国より越中国へ侵入して兵を集め、北朝方であった加賀国守護の富樫氏を攻めるも撃退されて井口城へと逃げ帰っている（『太平記』）。その後応安2年（1369年）に桃井直和（直常の子）が再び富樫氏を攻めたが再度失敗に終わり、逆に能登国守護の吉見氏に追撃されて同年9月24日、井口城は越中国千代ヶ様城と共に落城した。桃井勢は越中国松倉城へと逃れた。
井口氏はそれに従って越中国大家庄（現富山県下新川郡朝日町大家庄）へと拠点を変えたとみられるが、その時期が井口城が落城した時なのか、それ以前なのか、はたまた南北朝期より前に既に移っていたのかは判然としない。もしくは元々同族が大家庄に居住していたか。なお、井口城は室町時代まで使用されていた形跡があるという。
また、安土桃山時代の1581年（天正9年）と1582年（天正10年）に勃発した、佐々成政と越中一向一揆との戦闘（窪城の戦い）において戦場となった「窪城」は、井口城のことではないかとする見解がある。

## 現在
主郭の形跡は何とか確認出来るが、墓地となっている。堀は水田へと形を変え、地表面での形跡は皆無である。石碑と案内板が建つのみで、往時の面影は少ないが、これまでの発掘調査により城域南東部で2重の堀が見つかり、城の使われた期間は南北朝時代～室町時代・戦国時代前期の2時期に分かれることなどが判明した。1992年（平成4年）1月10日に市の史跡に指定された。

## 備考
耕地整理の際に城の周辺から五輪塔を始め大量の石塔群が発掘され「池尻中世石塔群」として南砺市の有形文化財に指定され、近くに展示されている。これらの石塔群は井口城に関連しているものと思われる。